# Северский зоопарк
Северский зоопарк — единственный зоопарк в Томской области. Ежегодно зоопарк посещают более 50 тыс. посетителей, томских детей возят в закрытый Северск на экскурсии, в немалой степени для того, чтобы показать именно зоопарк.
Зоопарк входит в состав Северского природного парка, занимая в нём 4 гектара из общих 22.
Всего в зоопарке содержится 229 видов животных, из них:
- млекопитающие — 50 видов
- птицы — 82 вида
- рептилии — 38 видов
- амфибии — 1 вид
- рыбы — 47 видов
- беспозвоночные — 5 видов

## История

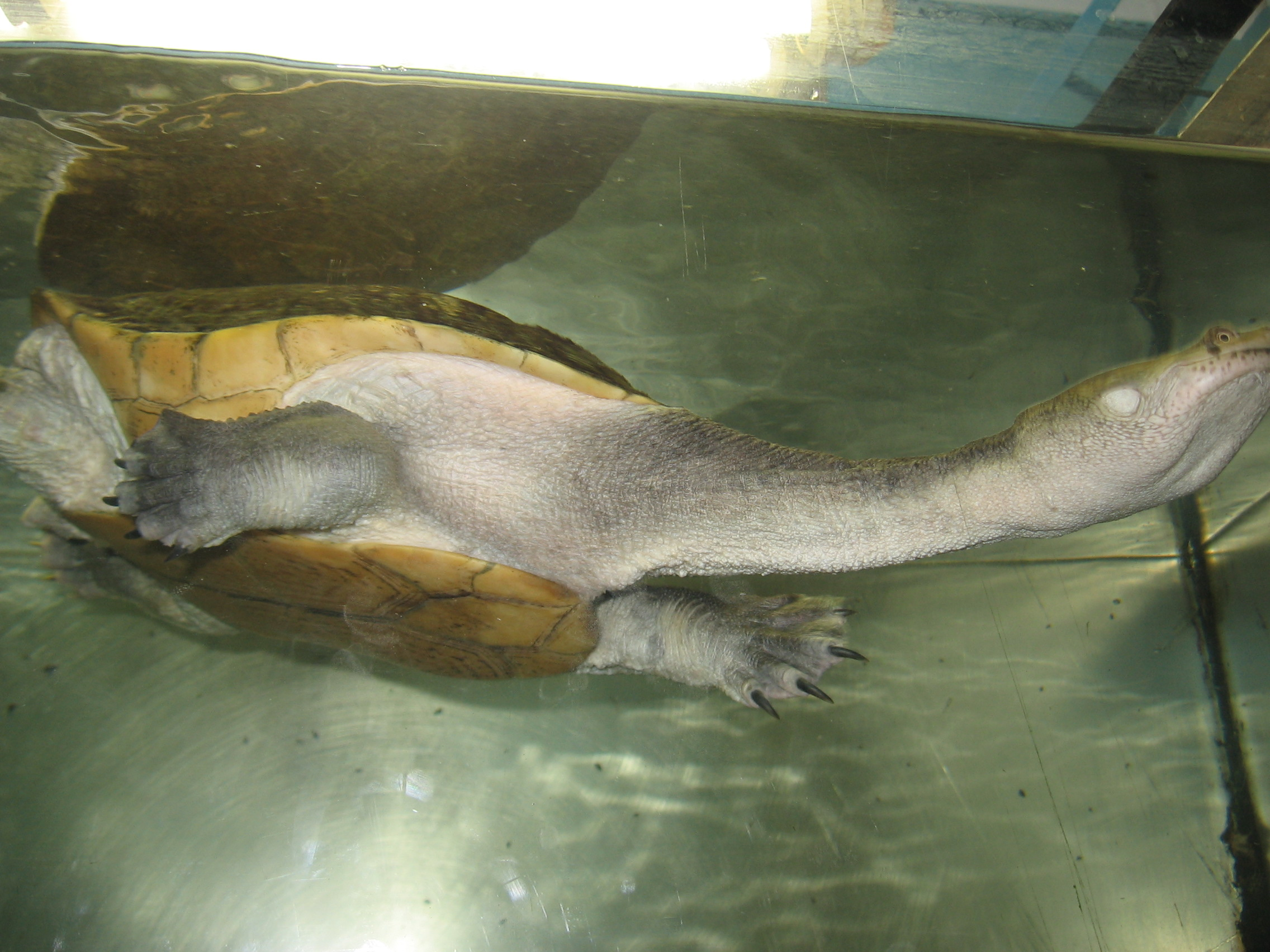
Черепаха в зоопарке

Формирование коллекции животных началось в 1967 году, после создания «Уголка живой природы» при Парке культуры и отдыха. На тот момент было всего три обитателя: медвежонок, волнистый попугайчик и хомяк.
В 1987 году зооуголок переехал в новое здание и был переименован в Зоосад при Парке культуры и отдыха им. В. Маяковского. Возглавляла зоосад Селиванова Вера Петровна. Основной целью было пополнение коллекции, так как на тот момент содержались животные в основном сибирского происхождения. Зимой этого же года удалось договориться с Новосибирским зоопарком о покупке львёнка. С увеличением коллекции животных началось строительство уличных вольеров, воздвигли по периметру забор и построили кассу.
в 1989 году Зоосад был принят в состав зоопарков СССР. 
В 1991 году Зоосад отделился от парка культуры и отдыха, стал самостоятельным учреждением и получил статус зоопарка I категории. 
В 1994 году зоопарк был принят в Евроазиатскую Ассоциацию Зоопарков и Аквариумов.
В 1995 году зоопарк объединили с Парком культуры и отдыха в единое учреждение «Северский природный парк».
В 2003 году в зоопарке насчитывалось 289 видов животных.
Зимой 2006 года из-за недостатка финансирования многие животные голодали. Тогда на помощь пришли жители Томской области, принося корм и пожертвования.
В настоящее время зоопарк активно развивается, коллекция животных пополняется, проводятся экскурсии, лекции и праздничные программы для посетителей. Помимо посетительской деятельности зоопарк работает в рамках Международных программ по сохранению редких и исчезающих видов животных.

## Некоторые животные
Белый медведь по кличке Уд родился в 1991 году в Казанском зооботсаду и еще совсем в юном возрасте поселился в Северском зоопарке. 29 ноября 2024 года Уд отметил свой 33 День рождения. Он является самым возрастным белым медведем в Российских зоопарках.
Самым старым обитателем зоопарка является самка нильского крокодила Федора, в 2024 году ей исполнилось 36 лет.
В 2020 году зоопарк приобрел южноамериканскую капибару по кличке Милка.
В 2023 году в зоопарке поселился амурский тигр Зевс. Его приобрели после смерти предшественника - амурского тигра Лотоса, который умер от старости в 17 лет.